# Terminator: Dark Fate
Terminator: Dark Fate är en amerikansk science fiction-action-film som är regisserad av Tim Miller och med manus från David Goyer, Justin Rhodes och Billy Ray efter en story av James Cameron och Goyer. Filmen är en direkt uppföljare till Terminator (1984) och Terminator 2 – Domedagen (1991) och struntar i handlingarna från alla övriga filmer efter Terminator 2. Filmen är den sjätte filmen i Terminator-franchise.
Inspelningen av Terminator: Dark Fate ägde rum från juni till november 2018 i Ungern, Spanien och USA. Distribuerad av Paramount Pictures i Nordamerika och 20th Century Fox i övriga världen, släpptes filmen på bio i Sverige den 25 oktober 2019. Filmen hade i oktober 2020 tjänat över 260 miljoner dollar världen över, mot en uppskattad produktionsbudget på 185 miljoner dollar.

## Rollista
| - Linda Hamilton – Sarah Connor - Arnold Schwarzenegger – T-800 / Carl - Mackenzie Davis – Grace - Natalia Reyes – Dani Ramos - Gabriel Luna – Gabriel / REV-9 - Diego Boneta – Diego Ramos - Ferran Fernández – Flacco - Tristán Ulloa – Felipe Gandal - Tomy Alvarez – Lucas / Floor Guard | - Tom Hopper – William Hadrell - Alicia Borrachero – Alicia - Enrique Arce – Vicente - Manuel Pacific – Mateo - Fraser James – Major Dean - Pedro Rudolphi – Cholo - Diego Marínez – Cesar Mateo - Kevin Medina – Pepito - Steven Cree – Rigby |